# Listă de filme: V
| Listă de filme                                          | Listă de filme | Listă de filme | Listă de filme | Listă de filme | Listă de filme | Listă de filme |
| ------------------------------------------------------- | -------------- | -------------- | -------------- | -------------- | -------------- | -------------- |
| #                                                       | A              | B              | C              | D              | E              | F              |
| G                                                       | H              | I              | J · K          | L              | M              | N · O          |
| P                                                       | Q · R          | S · Ș          | T · Ț          | U · V          | W · X          | Y · Z          |
| Această infocasetă: vizualizare • discuție • modificare |                |                |                |                |                |                |

Această pagină este o listă de filme care încep cu litera V.

## V
- V (1983)
- V for Vendetta (2006)
- The V.I.P.s (1963)
- V-Day: Until the Violence Stops (2003)
- Va savoir (2001)
- Vacancy (2007)
- Vacancy 2: The First Cut (2009)
- Vacation in Reno (1946)
- Vagabond (1985)
- Charlot muzicant [The Vagabond] (1916)
- Vai que é Mole (1960)
- Valentine (2001)
- Valentine's Day (2010)
- Valentín (2002)
- Valerie and Her Week of Wonders (1970)
- Valhalla Rising (2010)
- Valiant (2005)
- The Valiant: (1929) & (1962)
- Valiant Is the Word for Carrie (1936)
- Valkyrie (2008)
- The Valley of Decision (1945)
- Valley of the Dolls (1967)
- Valley Girl (1983)
- The Valley of Gwangi (1969)
- Valley of the Stereos (1992)
- Valmont (1989)
- Vámonos con Pancho Villa (1936)
- Vamp (1986)
- Vampira (1974)
- The Vampire Bat (1933)
- Vampire Blvd. (2004)
- Vampire in Brooklyn (1995)
- Vampire Circus (1972)
- Vampire Cop Ricky (2006)
- Vampire Hunter D (1985)
- Vampire Hunter D: Bloodlust (2000)
- Vampire Journals (1997)
- Vampire Killers (2009)
- The Vampire Lovers (1970)
- Vampire's Kiss (1989)
- Vampires (1986)
- Vampires series:
  - Vampires (1998)
  - Vampires: Los Muertos (2002)
  - Vampires: The Turning (2005)
- Les Vampires (1915)
- Vampires in Havana (1985)
- Vampires Suck (2010)
- Vampires Vs. Zombies (2004)
- Vampires: Los Muertos (2003)
- Vampyr (1932)
- Vampyres (1974)
- Vampyros Lesbos (1971)
- Van Helsing (2004)
- Van Wilder (2002)
- Van Wilder 2: Rise of the Taj (2006)
- Vanaja (2006)
- Vanilla Sky (2001)
- The Vanishing: (1988) & (1993)
- Vanishing on 7th Street (2011)
- Vanishing Point (1971)
- Vanity Fair: (1932) & (2004)
- Vantage Point (2008)
- Vanya on 42nd Street (1994)
- Variety Lights (1950)
- Varsity Blues (1999)
- Vasool Raja MBBS (2004)
- Vatel (2000)
- Veer-Zaara (2004)
- Vegas In Space (1993)
- Vegas Vacation (1997)
- The Velocity of Gary* *(Not His Real Name) (1999)
- Velvet Goldmine (1998)
- Velvet Smooth (1976)
- Vendetta: (1950), (1986) & (1999)
- Vendetta for the Saint (1969) (TV)
- Vengeance is Mine (1979)
- Venom (2005)
- Venus (2007)
- Venus and Mars (2007)
- Venus Wars (1989)
- Vera Cruz (1954)
- Vera Drake (2004)
- Verbena Tragica (1939)
- Verdens Undergang (1916)
- Verdict (1974)
- The Verdict: (1946), (1959) & (1982)
- Veronica Guerin (2003)
- Veronika Decides to Die (2012)
- Veronika Voss (1982)
- Versus (2000)
- Vertical Limit (2000)
- Vertical Ray of the Sun (2000)
- Vertigo (1958)
- Very Bad Things (1998)
- A Very Brady Sequel (1996)
- A Very Harold & Kumar 3D Christmas (2011)
- Very Important Person (1961)
- A Very Long Engagement (2004)
- The Very Thought of You: (1944) & (1998)
- Vessel of Wrath (1938)

- Vibes (1988)
- Vice Squad (1982)
- Vice Versa: (1916), (1948) & (1988)
- Vicki (1953)
- Vicky Cristina Barcelona (2008)
- Victim (1961)
- The Victim (2006)
- Victor Victoria (1982)
- Victory Through Air Power (1943)
- Video Dead (1987)
- Videodrome (1983)
- Vidocq (2001)
- La vie en rose (2007)
- Vieuphoria (1994)
- A View to a Kill (1985)
- View from the Top (2003)
- Vigilante (1983)
- Viimne reliikvia (1969)
- The Viking (1928)
- The Vikings (1958)
- Villa Zone (1975)
- The Village (2004)
- The Village Barbershop (2008)
- Village of the Damned: (1960) & (1995)
- Village of the Giants (1965)
- Villain: (1971) & (2002)
- The Villain: (1917) & (1979)
- Vincent (1982)
- Vinyan (2008)
- Vinyl: (1965) & (2000)
- Violent Cop: (1989) & (2000)
- Violette Nozière (1978)
- The Virgin Queen (1955)
- The Virgin Soldiers (1969)
- The Virgin Spring (1960)
- Virgin Stripped Bare by Her Bachelors (2000)
- The Virgin Suicides (1999)
- Virgin Territory (2007)
- Virginia: (1941) & (2010)
- Virginia City (1940)
- The Virginian: (1929) & (1946)
- Viridiana (1961)
- Virtual Sexuality (1999)
- Virtuosity (1995)
- Viruddh... Family Comes First (2005)
- Virumaandi (2004)
- Virus (1999)
- Vishwa Thulasi (2004)
- Vision Quest (1985)
- Visioneers (2008)
- The Visit: (1964) & (2000)
- Visit to a Small Planet (1960)
- The Visitation (2009)
- Les Visiteurs du Soir (1942)
- Visiting Hours (1982)
- The Visitor: (1979) & (2008)
- Visitor Q (2001)
- Visitors (2003)
- Vital (2004)
- Viu-hah hah-taja (1974)
- Viva Freedom! (1946)
- Viva Knievel! (1977)
- Viva Las Vegas (1964)
- Viva Maria! (1965)
- Viva Villa! (1934)
- Viva Zapata! (1952)
- Vivacious Lady (1938)
- Vive L'Amour (1994)
- The Vivero Letter (1998)
- Vivre sa Vie (1962)
- Vixen! (1968)
- Viy (1967)
- Vlad Nemuritorul

- Voces inocentes (2004)
- Volcano (1997)
- Volcano High (2001)
- Volcanoes of the Deep Sea (2003)
- Volga-Volga (1938)
- La Voltige (1895)
- The Volunteer (1943)
- Volunteers (1985)
- Volver (2006)
- Von Ryan's Express (1965)
- Voodoo Academy (2000)
- Voodoo Woman (1957)
- The Vow: (1946) & (2012)
- Voyage to the Bottom of the Sea (1961)
- Voyage of the Damned (1976)
- Voyage to the Planet of Prehistoric Women (1968)
- Voyage to the Prehistoric Planet (1965)
- Voyage in Time (1983)
- The Voyager (1991)
- Vozvrashcheniye (2003)
- Vuk (1981)
- Vulgar (2000)